# Председнички избори у САД 1808.
Председнички избори у Сједињеним Државама 1808. били су шести четворогодишњи председнички избори, одржани од петка, 4. новембра, до среде, 7. децембра 1808. Демократско-републикански кандидат Џејмс Медисон победио је кандидата федералиста Чарлса Котсворта Пинкнија.
Медисон је био државни секретар од када је председник Томас Џеферсон преузео дужност 1801. Џеферсон, који је одбио да се кандидује за трећи мандат, дао је снажну подршку Медисону, колеги из Вирџиније. Актуелни потпредседник Џорџ Клинтон и бивши амбасадор Џејмс Монро оспорили су Медисонову за вођство странке, али је Медисон добио номинацију своје странке и Клинтон је поново номинован за потпредседника. Федералисти су одлучили да поново номинују Пинкнија, бившег амбасадора који је био партијски кандидат 1804, поново заједно са Руфусом Кингом.
Упркос непопуларности Закона о ембаргу из 1807. године, Медисон је освојио огромну већину електорских гласова изван федералистичког упоришта Нове Енглеске. Клинтон је добио шест електорских гласова за председника из своје матичне државе Њујорк. Ови избори су били први од два случаја у америчкој историји у којима је изабран нови председник, али је садашњи потпредседник поново изабран, а други је био 1828.